# Peròxid de sodi
El peròxid de sodi és un compost inorgànic iònic constituït per cations sodi (1+) {\displaystyle {\ce {Na+}}} i anions peròxid {\displaystyle {\ce {O2^2-}}}, la qual fórmula química és {\displaystyle {\ce {Na2O2}}}. És un potent oxidant.

## Propietats
Es presenta en forma d'un sòlid granular de color groc pàl·lid. Té una densitat de 2,805 g/cm³ a 20 °C, un punt de fusió de 460 °C amb descomposició en òxid de sodi {\displaystyle {\ce {Na2O}}} i dioxigen {\displaystyle {\ce {O2}}}. En contacte amb l'aigua reacciona formant hidròxid de sodi {\displaystyle {\ce {NaOH}}} i peròxid d'hidrogen {\displaystyle {\ce {H2O2}}}, i aquest es descompon en aigua i dioxigen:
{\displaystyle {\ce {Na2O2 + 2H2O -> 2NaOH + H2O2}}}{\displaystyle {\ce {H2O2 -> H2O + 1/2O2}}}
Absorbeix aigua i diòxid de carboni {\displaystyle {\ce {CO2}}} de l'atmosfera. En contacte amb matèria orgànica o substàncies oxidables pot encendre-les o, fins i tot, produir una explosió.

## Preparació
Es prepara escalfant sodi metall a 300 °C en un recipient d'alumini amb un corrent d'aire lliure de diòxid de carboni. S'obté l'octahidrat:
{\displaystyle {\ce {2Na + O2 + 8H2O -> Na2O2*8H2O}}}

## Aplicacions
El peròxid de sodi s'empra en el blanqueig de fibres vegetals i animals, plomes, ossos, ivori, fusta, cera, esponges, corall; per fer que l'aire carregat de diòxid de carboni sigui respirable com en torpedes, submarins, campanes de busseig, etc. per purificar l'aire a les habitacions de malalts; per tenyir i imprimir tèxtils; per a l'anàlisi químic; i com a agent oxidant general.